# Anschlag von Bologna

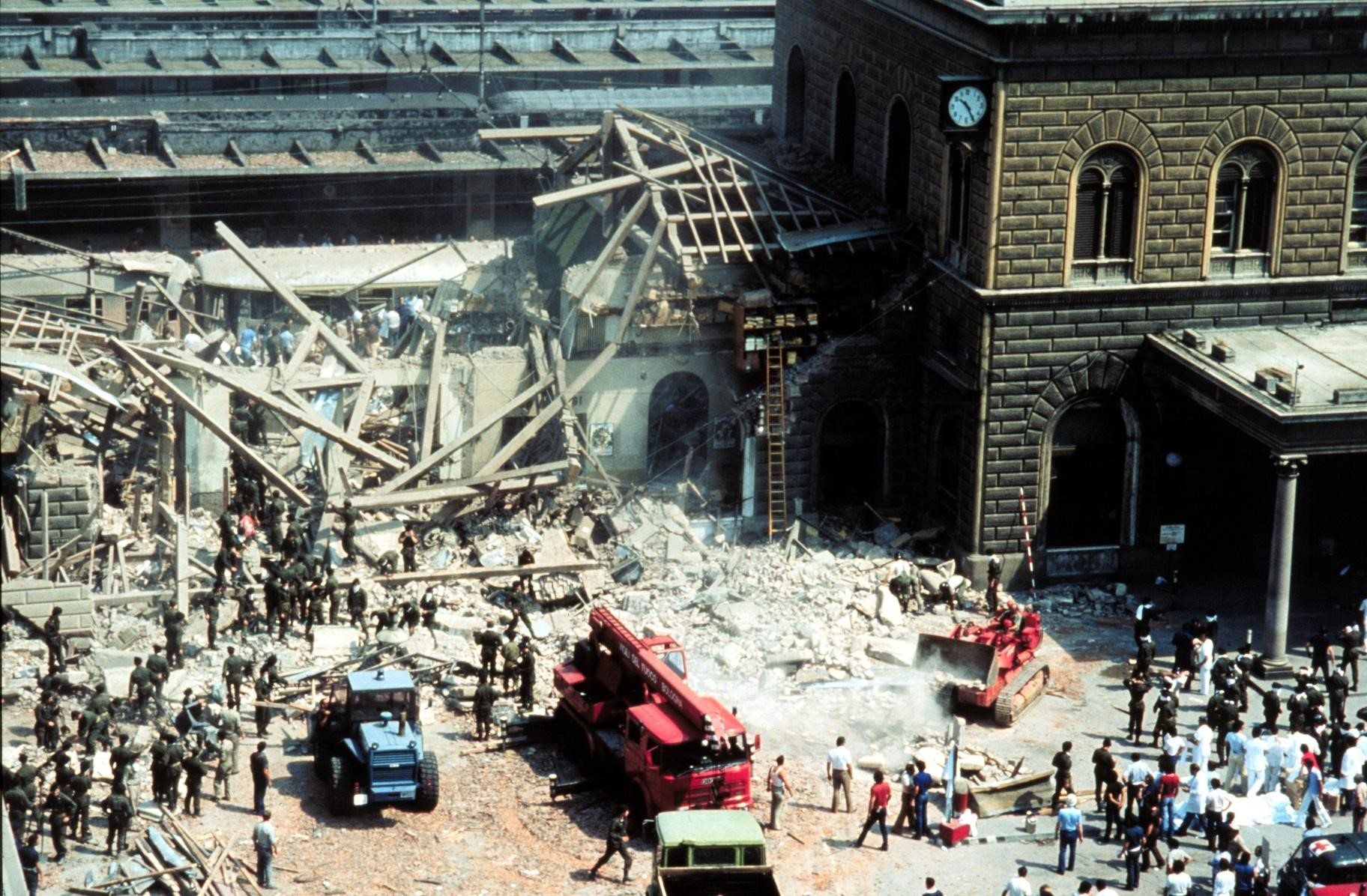
Zerstörter Hauptbahnhof von Bologna

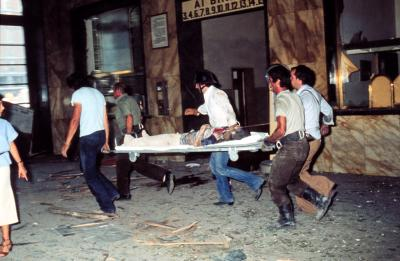
Retter tragen nach der Explosion einen Verletzten

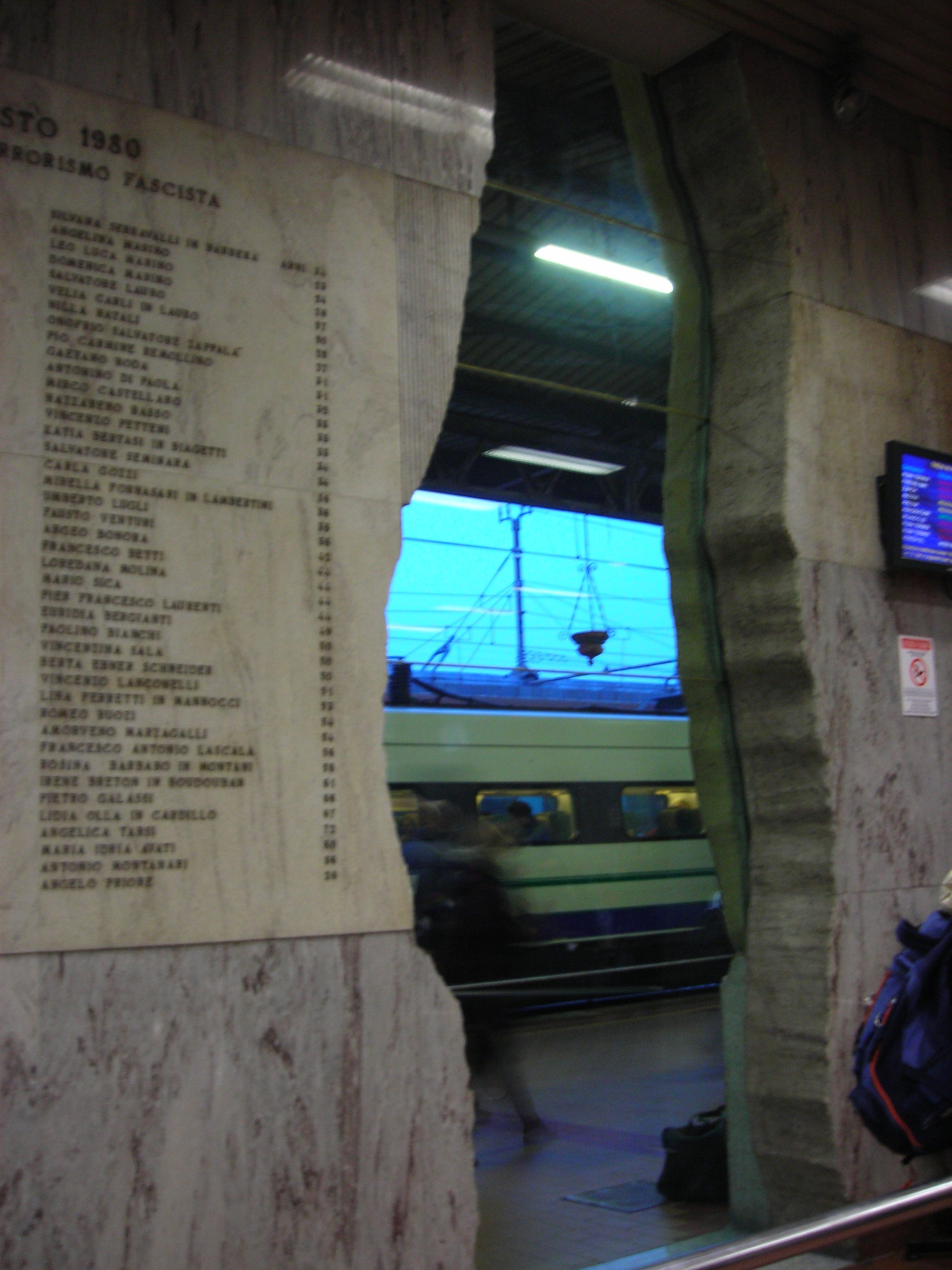
Der als Mahnmal beibehaltene Riss in der Bahnhofswand

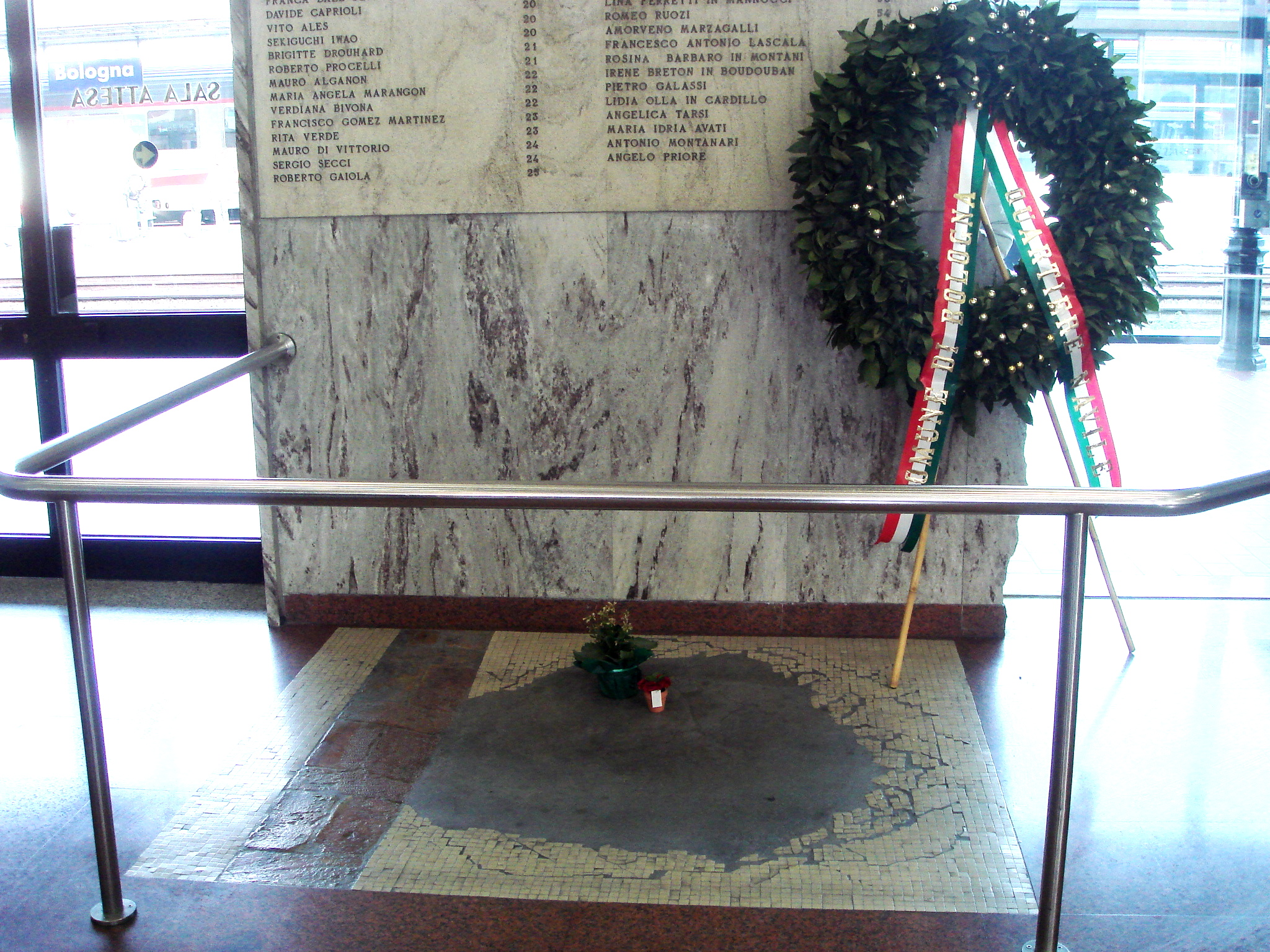
Ort der Explosion als Gedenkstätte

Der Anschlag von Bologna (italienisch Strage di Bologna) war ein terroristischer Bombenanschlag, der am 2. August 1980 um 10:25 Uhr den Hauptbahnhof der norditalienischen Stadt Bologna erschütterte. Bei der Explosion einer im Wartesaal deponierten Sprengladung wurden 85 Menschen getötet und über 200 weitere verletzt. Es handelt sich um den folgenschwersten Terroranschlag in der Geschichte der Italienischen Republik.
Nach mehrjährigen Ermittlungen konnte der Untersuchungsrichter Felice Casson den Anschlag der neofaschistischen Terrororganisation Ordine Nuovo sowie deren Abspaltung Nuclei Armati Rivoluzionari (NAR) zuordnen. Die Täter unterhielten Verbindungen zum italienischen Militärgeheimdienst SISMI. Zwei SISMI-Agenten sowie Licio Gelli, der Großmeister der Geheimloge Propaganda Due (P2), wurden später wegen Behinderung der Ermittlungen rechtskräftig verurteilt.

## Hergang
Die Bombe war in einem Koffer deponiert, der im Wartesaal des Bahnhofs abgestellt worden war. Der Sprengsatz bestand aus TNT und T4. Um 10:25 Uhr detonierte die Ladung und zerstörte den westlichen Flügel des Empfangsgebäudes. Durch die Explosion stürzte das Dach des Wartesaals ein, was die Zahl der Todesopfer erheblich erhöhte. Auch ein Zug, der auf Gleis 1 mit Fahrtrichtung Ancona–Chiasso stand, wurde beschädigt. Die Explosion war in weiten Teilen der Stadt zu hören.
Der Anschlag ereignete sich an einem Samstag im August, einem der verkehrsreichsten Reisetage Italiens. Infolge der hohen Opferzahl stießen die Rettungsdienste an ihre Kapazitätsgrenzen. Aufgrund mangelnder verfügbarer Rettungsfahrzeuge mussten Verletzte in Bussen und Taxis in die umliegenden Krankenhäuser gebracht werden.
Unmittelbar nach dem Anschlag kursierten Spekulationen über die Urheberschaft. Es gingen sowohl Bekennerschreiben linksextremistischer als auch rechtsextremistischer Gruppen bei den Behörden ein. Die Regierung unter Ministerpräsident Francesco Cossiga nahm zunächst einen Unfall als Ursache an, revidierte diese Einschätzung jedoch rasch. In einer Sondersitzung des italienischen Senats vertrat Cossiga die Auffassung, dass der Anschlag von neofaschistischen Kräften verübt worden sei.
Die Ermittlungen wurden durch mehrfache Versuche der Vertuschung erschwert, darunter Falschspuren und das Zurückhalten von Beweismitteln. Dennoch gelang es den Ermittlungsbehörden, führende Mitglieder der Nuclei Armati Rivoluzionari als Täter zu identifizieren und zu verurteilen. Der Anschlag gilt als ein prägendes Ereignis der sogenannten Strategie der Spannung (italienisch strategia della tensione), in deren Rahmen neofaschistische Gruppen Anschläge verübten, um politische Instabilität zu schüren.

## Aufklärung
Auf das Attentat folgten ein langes, verworrenes und umstrittenes Gerichtsverfahren und politische Diskussionen. Die Hinterbliebenen der Opfer gründeten die Organisation Associazione tra i familiari delle vittime della strage alla stazione di Bologna del 2 agosto 1980, um die öffentliche Aufmerksamkeit auf den Fall zu lenken. Am 23. November 1995 gab der Corte Suprema di Cassazione das endgültige Urteil bekannt:
- Die lebenslangen Haftstrafen gegen die Neofaschisten und Mitglieder der Nuclei Armati Rivoluzionari (NAR) Valerio Fioravanti und Francesca Mambro, die immer ihre Unschuld beteuerten, wurden bestätigt. Das Gericht befand sie der Ausführung des Anschlags schuldig.
- Der Vorsitzende der Propaganda Due, Licio Gelli, Francesco Pazienza und die beiden SISMI-Beamten Pietro Musumeci und Giuseppe Belmonte wurden wegen Behinderung der Ermittlungen verurteilt.

Fioravanti wurde 2004 auf Bewährung aus der Haft entlassen, Mambro kam 2008 auf Bewährung aus der Haft. Sie hatten 1985 im Gefängnis geheiratet. Beide bestritten stets die Verantwortung für den Anschlag in Bologna.
Im November 2014 verurteilte ein Zivilgericht in Bologna Fioravanti und Mambro zu einer Entschädigungszahlung an den italienischen Staat von 2,13 Milliarden Euro. Die Summe wurde vom Gericht als Ersatz für die materiellen und moralischen Schäden sowie für die Verfahrenskosten festgelegt. Das Gericht erkannte damit die Forderungen an, die Rechtsanwalt Fausto Baldi im Namen der Regierung eingereicht hatte.

## Todesopfer
| Nationalität               | Opfer |
| -------------------------- | ----- |
| Italien                    | 77    |
| Bundesrepublik Deutschland | 3     |
| Vereinigtes Königreich     | 2     |
| Spanien                    | 1     |
| Frankreich                 | 1     |
| Japan                      | 1     |

- Antonella Ceci, 19
- Angela Marino, 23
- Leo Luca Marino, 24
- Domenica Marino, 26
- Errica Frigerio, 57
- Vito Diomede Fresa, 62
- Cesare Francesco Diomede Fresa, 14
- Anna Maria Bosio, 28
- Carlo Mauri, 32
- Luca Mauri, 6
- Eckhardt Mader, 14
- Margret Rohrs, 39
- Kai Mader, 8
- Sonia Burri, 7
- Patrizia Messineo, 18
- Silvana Serravalli, 34
- Manuela Gallon, 11
- Natalia Agostini, 40
- Marina Antonella Trolese, 16
- Anna Maria Salvagnini, 51
- Roberto De Marchi, 21
- Elisabetta Manea, 60
- Eleonora Geraci, 46
- Vittorio Vaccaro, 24
- Velia Carli, 50
- Salvatore Lauro, 57
- Paolo Zecchi, 23
- Viviana Bugamelli, 23
- Catherine Helen Mitchell, 22
- John Andrew Kolpinski, 22
- Angela Fresu, 3
- Maria Fresu, 24
- Loredana Molina, 44
- Angelica Tarsi, 72
- Katia Bertasi, 34
- Mirella Fornasari, 36
- Euridia Bergianti, 49
- Nilla Natali, 25
- Franca Dall’Olio, 20
- Rita Verde, 23
- Flavia Casadei, 18
- Giuseppe Patruno, 18
- Rossella Marceddu, 19
- Davide Caprioli, 20
- Vito Ales, 20
- Iwao Sekiguchi, 20
- Brigitte Drouhard, 21
- Roberto Procelli, 21
- Mauro Alganon, 22
- Maria Angela Marangon, 22
- Verdiana Bivona, 22
- Francisco Gómez Martínez, 23
- Mauro Di Vittorio, 24
- Sergio Secci, 24
- Roberto Gaiola, 25
- Angelo Priore, 26
- Onofrio Zappalà, 27
- Pio Carmine Remollino, 31
- Gaetano Roda, 31
- Antonino Di Paola, 32
- Mirco Castellaro, 33
- Nazzareno Basso, 33
- Vincenzo Petteni, 34
- Salvatore Seminara, 34
- Carla Gozzi, 36
- Umberto Lugli, 38
- Fausto Venturi, 38
- Argeo Bonora, 42
- Francesco Betti, 44
- Mario Sica, 44
- Pier Francesco Laurenti, 44
- Paolino Bianchi, 50
- Vincenzina Sala, 50
- Berta Ebner, 50
- Vincenzo Lanconelli, 51
- Lina Ferretti, 53
- Romeo Ruozi, 54
- Amorveno Marzagalli, 54
- Antonio Francesco Lascala, 56
- Rosina Barbaro, 58
- Irene Breton, 61
- Pietro Galassi, 66
- Lidia Olla, 67
- Maria Idria Avati, 80
- Antonio Montanari, 86

## Gedenken
Der 2. August wurde als Gedenktag an die Opfer ausgerufen. Die Stadtverwaltung von Bologna und die Associazione tra i famigliari delle vittime della strage alla stazione di Bologna del 2 agosto 1980 veranstalten jährlich einen internationalen Komponistenwettbewerb, der mit einem Konzert auf dem Hauptplatz der Stadt, der Piazza Maggiore, endet.
Die beschädigten Gebäudeteile wurden wiederaufgebaut, der Fußboden am Explosionsort und ein tiefer Riss in der Wand wurden jedoch als Mahnmal an den Anschlag unverändert beibehalten. Außerdem bleibt die Bahnhofsuhr auf 10:25 Uhr, der genauen Uhrzeit der Explosion, stehen. Die Uhr wurde allerdings einige Monate später repariert und war bis 1995 regulär in Betrieb. Ein erneuter Defekt wurde genutzt, um die Uhrzeit für die nächsten Jahre zum Gedenken auf den Zeitpunkt des Anschlags zu stellen. Eine vorübergehende Reparatur und kurzer Betrieb im Jahr 2001 sorgte bei Bürgern und der Stadt Bologna für Proteste. So wurde die Uhr permanent auf 10:25 Uhr angehalten.
Nach der Verhaftung von Rodolfo Almirón, einem ehemaligen Mitglied der Alianza Anticomunista Argentina, im Jahr 2006 gab der spanische Anwalt José Angel Pérez Nievas bekannt, dass es „wahrscheinlich [ist], dass Almirón – zusammen mit Stefano Delle Chiaie und Augusto Canchi – am Attentat auf den Bahnhof von Bologna 1980 beteiligt war“.